# Jaap Stam
Jakob Stam, detto Jaap (Kampen, 17 luglio 1972), è un dirigente sportivo, allenatore di calcio ed ex calciatore olandese, di ruolo difensore.

## Caratteristiche tecniche
Era un centrale di difesa che all'occorrenza poteva giocare anche come terzino destro. Nonostante il fisico imponente era discretamente rapido nello scatto. La sua altezza, unita alla buona elevazione lo rendevano particolarmente temibile nel gioco aereo. Fu un giocatore dal forte temperamento, dalla presenza influente sul campo, capace di interventi rudi e considerato molto aggressivo, per quanto non particolarmente falloso (nella sua carriera professionistica non ha mai ricevuto cartellini rossi diretti ed è stato espulso solo due volte per somma di ammonizioni).

## Carriera

### Giocatore

#### Inizi in Olanda
Stam cominciò la sua carriera calcistica dalle giovanili della squadra olandese DOS Kampen. Nell'estate del 1992 firmò un contratto con lo Zwolle, squadra in cui militò per una stagione disputando 32 incontri e mettendo a segno una rete. Dal 1993 al 1995 vestì i colori del Cambuur Leeuwarden totalizzando 66 presenze e quattro reti. Nel 1995 passò al Willem II giocando 19 partite e segnando una rete.
Nel 1996 venne acquistato dal PSV Eindhoven e al suo primo anno vinse la Coppa d'Olanda, il campionato olandese e la Supercoppa d'Olanda. L'anno successivo il PSV bissò il successo in Supercoppa d'Olanda e Stam esordì in UEFA Champions League. Il cammino dei Boeren si concluse al primo turno, a causa del secondo posto nella fase a gironi. Al termine della stagione lasciò il PSV con un bilancio di 76 presenze e 11 reti.

#### Manchester Utd

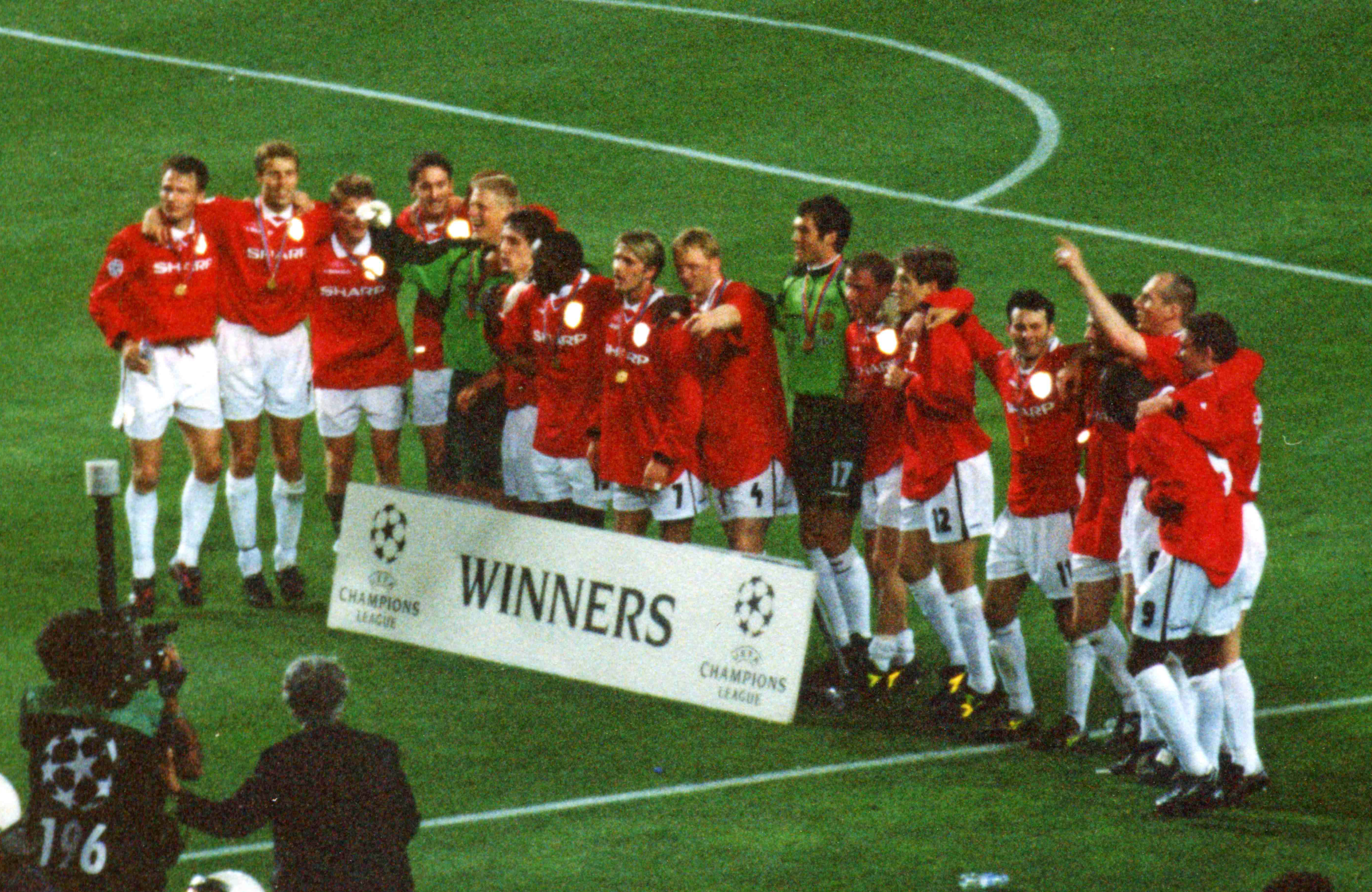
Stam (terzo da destra) festeggia la vittoria della UEFA Champions League 1998-1999 con il Manchester Utd

Nel 1998 Stam lasciò i Paesi Bassi e si trasferì in Inghilterra alla corte del Manchester Utd che lo acquistò per 10,6 milioni di sterline (la cifra più alta mai pagata ai tempi per un calciatore olandese). Esordì con la maglia dei Red Devils il 9 agosto 1998, nella sconfitta in FA Charity Shield contro l'Arsenal, mentre il 16 gennaio 1999 realizzò il suo primo gol con la maglia dei Red Devils, fissando il definitivo 6-2 nella vittoria contro il Leicester City. Confermato titolare da Alex Ferguson, Stam contribuì ai trionfi dei mancuniani che, in quella stagione, conquistarono il tanto ambito treble (campionato, la Champions League e la FA Cup), inanellando fra l'altro una striscia-record di quarantacinque incontri consecutivi senza sconfitte (dal 24 dicembre 1998 al 3 ottobre 1999).
Nella stagione 1999-2000 arricchì il suo palmarès con la vittoria della Coppa Intercontinentale, vinta dai Red Devils contro i brasiliani del Palmeiras, e della seconda Premier League. Nella stagione 2000-2001 conquistò la sua terza Premier League. Quest'ultima annata si rivelò controversa per Stam, a causa sia di un grave infortunio che ne limitò il minutaggio, sia da sopraggiunte polemiche legate alla sua autobiografia, nel quale il difensore criticava i compagni di spogliatoio e l'allenatore Alex Ferguson. In estate, dunque, Stam venne messo sul mercato; anni dopo, intervistato da Daily Mail, Fergurson definì la cessione dell'olandese come una delle sue scelte peggiori in carriera.

#### Lazio

Stam alla Lazio nel 2001

Nell'agosto 2001, per compensare gli onerosi acquisti di Verón e Van Nistelrooy, il Manchester Utd cedette Stam alla Lazio, accettando la sostanziosa offerta della società biancoceleste da 48 miliardi di lire. Conquistata la fiducia del tecnico Zoff, Stam esordì ufficialmente in Serie A l'8 settembre, a 29 anni, in occasione del pareggio esterno contro il Perugia (0-0), valido per la seconda giornata del campionato 2001-2002.
L'adattamento al calcio italiano non fu tuttavia dei più semplici, con l'olandese che nei primi mesi a Roma sembrò subire una pesante involuzione sul piano agonistico, complice anche qualche problema fisico. Come se non bastasse, qualche mese dopo il suo esordio nel campionato italiano, venne trovato positivo al nandrolone, con una conseguente squalifica di cinque mesi, ridotti in seguito, a quattro dalla Commissione d'Appello Federale. Scontata la squalifica, Stam tornò in campo il 17 marzo 2002 contro il Brescia; un mese dopo realizzò il suo primo gol con la maglia biancoceleste nella vittoria per 5-4 contro il Verona.
Promosso titolare da Mancini, nelle stagioni successive si erse a pilastro della propria squadra, formando con Mihajlović una coppia difensiva estremamente solida.
Nella stagione 2002-2003 contribuì al quarto posto della Lazio in campionato e all'approdo alla doppia semifinale di Coppa UEFA contro il Porto. L'olandese, tuttavia, si infortunò poco prima della gara d'andata contro i portoghesi e la Lazio non riuscì a sopperire all'assenza del suo leader difensivo: dopo una sonora sconfitta per 4-1 nella gara d'andata, gli uomini di Mancini non andarono oltre lo 0-0 nel ritorno disputato a Roma, uscendo di scena dalla competizione.
Nel mese di giugno, agli albori della nuova stagione 2003-2004, Stam attaccò duramente la politica di risanamento varata da Luca Baraldi, l'allora amministratore delegato del club biancoceleste: «Mi hanno offerto di pagarmi i quattro mesi di stipendio rimasti, relativi a questa stagione, con delle azioni della società. In secondo luogo, la società richiede che per il prossimo anno tutta la squadra accetti una riduzione del 45% delle cifre stabilite dai contratti. Secondo me si tratta di una proposta ridicola. Capisco che il club sta attraversando un momento difficile, ma io non posso andare al supermercato e fare la spesa per la mia famiglia pagando con delle azioni». Le sue dichiarazioni non fecero altro che alimentare le voci di mercato, messe a tacere sia da Baraldi che dallo stesso Stam. L'olandese, così, cominciò la stagione 2003-2004 realizzando il primo dei due gol che permisero alla Lazio di battere il Beşiktaş nella prima gara della fase a gironi di UEFA Champions League. Chiuse poi la stagione con la vittoria della Coppa Italia, disputando da titolare entrambe le finali contro la Juventus. Il suo periodo biancoceleste si concluse così con 70 presenze e 3 reti in campionato.

#### Milan
Il 17 maggio 2004, giorno della vittoria del suo 17º scudetto, il Milan annunciò l'acquisto di Stam dalla Lazio per 10,5 milioni di euro pagabili in due rate: il trentunenne difensore olandese sottoscrisse un contratto biennale fino al 30 giugno 2006 e fece il suo esordio in maglia rossonera il 21 agosto successivo, in occasione della Supercoppa italiana vinta contro la Lazio, sua ex-squadra. Nonostante alcuni infortuni diede prova delle sue abilità e fu schierato molto spesso dal tecnico Ancelotti sia come difensore centrale al fianco di Nesta (già suo compagno di reparto alla Lazio) che come terzino destro al posto di Cafu. Il 6 aprile 2005 realizzò il suo primo gol in maglia rossonera, sbloccando di testa il derby contro l'Inter nel quarto di finale di andata di Champions League. Arrivati in finale, i rossoneri incapparono in un'incredibile sconfitta contro il Liverpool che, dopo una difficile rimonta dallo 0-3 al 3-3, si aggiudicò la coppa ai rigori.
Nella stagione 2005-2006 realizzò il suo secondo gol in maglia rossonera, sempre contro l'Inter, durante il derby d'andata di campionato conclusosi con la vittoria dei nerazzurri per 3-2. A gennaio 2006, però, il Milan annunciò il trasferimento a titolo definitivo di Stam all'Ajax al termine della stagione, soddisfacendo la richiesta del calciatore di spostarsi nei Paesi Bassi per motivi familiari. Stam chiuse così la sua carriera in maglia rossonera con 65 presenze e 2 gol tra campionato e coppe.

#### Ajax e ritiro
Nell'estate 2006 si accasò all'Ajax, firmando un contratto biennale.
Esordì con la nuova maglia il 13 agosto 2006, giocando da titolare la Supercoppa d'Olanda vinta dai lancieri contro il PSV Eindhoven. Tuttavia, a causa di continui problemi fisici, il trentacinquenne difensore decise di accelerare i tempi rispetto alla scadenza naturale del contratto e annunciò il suo ritiro il 29 ottobre 2007.

#### Nazionale

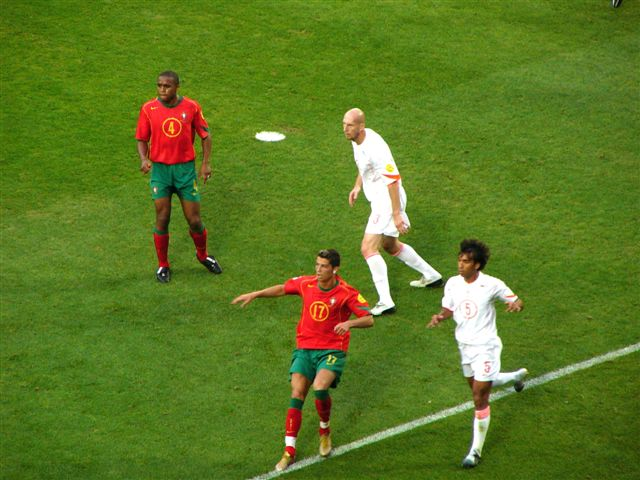
Stam e il connazionale Giovanni van Bronckhorst (n. 5) in nazionale, in marcatura sui portoghesi Jorge Andrade (n. 4) e Cristiano Ronaldo (n. 17) nella semifinale del

Stam debuttò in Nazionale maggiore il 24 aprile 1996, giocando l'amichevole persa contro la Germania. Nello stesso anno venne convocato dal C.T. Guus Hiddink per gli Europei 1996, ma nel corso del torneo, chiuso dai Paesi Bassi al primo turno, il difensore non collezionò neanche una presenza. Diversa la situazione ai Mondiali 1998, dove Stam, sin dalla prima partita dei gironi contro il Belgio, fu perno della difesa olandese fino al momento dell'eliminazione, la semifinale persa ai rigori contro il Brasile.
Confermato titolare anche con il nuovo C.T. Frank Rijkaard venne convocato per gli Europei 2000. Durante la partita d'esordio contro la Rep. Ceca, il difensore rimase ferito in uno scontro di gioco con Jan Koller al sopracciglio, ma continuò impassibile a giocare nonostante i punti applicati a bordo campo rapidamente e senza anestesia. Nella semifinale contro l'Italia, conclusasi ai tiri di rigore, è tra gli orange che non riescono a mettere a segno il proprio tentativo, sancendo l'eliminazione dei Paesi Bassi.
Dopo la mancata qualificazione ai campionato del mondo 2002, Stam venne convocato dal C.T. Advocaat per gli Europei 2004, che vide gli olandesi uscire ancora in semifinale, stavolta contro il Portogallo. Al termine del torneo annunciò il suo addio alla Nazionale con un bilancio di 66 presenze e 3 reti.

### Allenatore
Dopo aver ricoperto per tre anni (dal 2008 al 2011) il ruolo di osservatore per il Manchester Utd, intraprende la carriera da allenatore.
Il 30 ottobre 2009 dopo le dimissioni di Jen Everse diventa tecnico ad interim del Zwolle, fino al 31 dicembre.
Dal 1º gennaio 2010 viene nominato insieme a Claus Boekweg vice di Art Langeler alla guida del Zwolle.

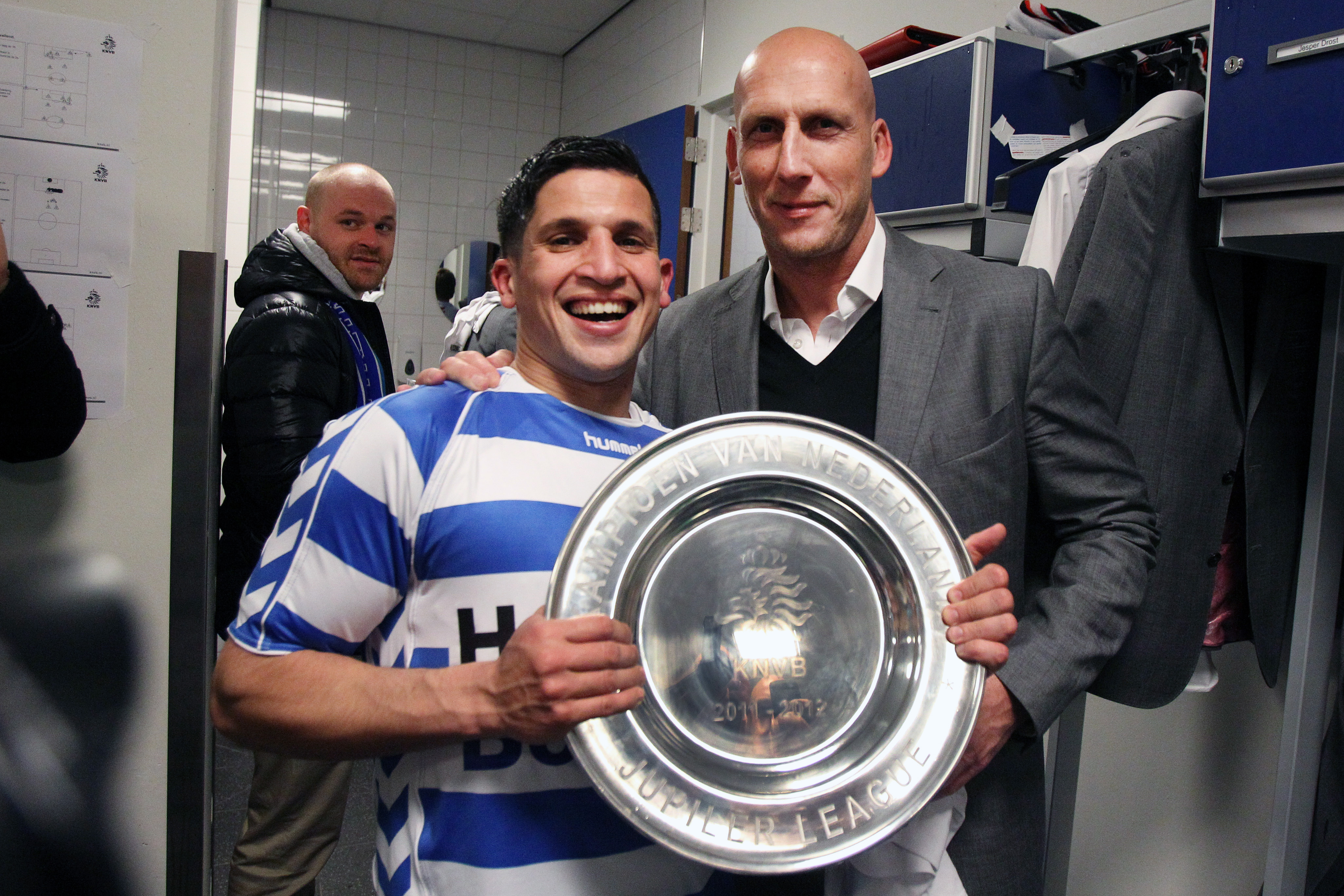
Stam e Said Bakkati ai tempi del PEC Zwolle

Il 1º luglio 2011 entra nel team del settore giovanile dell'Ajax.
Dal 1º luglio 2013 fa parte dello staff della prima squadra allenata da Frank de Boer come assistente tecnico, mentre il 28 maggio 2014 viene annunciato che dal 1º luglio diventa allenatore insieme ad Andries Ulderink dello Jong Ajax.
Il 13 giugno 2016 viene nominato nuovo tecnico del Reading, squadra militante in Championship, diventando il primo allenatore non inglese della storia del club. Raggiunge la finale play-off, perdendo contro l'Huddersfield Town. Si dimette il 21 marzo 2018, con la squadra al ventesimo posto, dopo aver vinto soltanto una delle ultime 18 partite.
Il 28 dicembre dello stesso anno viene ingaggiato dal PEC Zwolle portandolo dal terzultimo al tredicesimo posto nel campionato olandese. Il 6 marzo 2019 viene annunciato che dalla stagione seguente allenerà il Feyenoord in sostituzione di Giovanni van Bronckhorst. Il 28 ottobre, in seguito alla sconfitta per 4-0 contro l'Ajax e con la squadra al 12º posto in Eredivisie e all'ultimo nel girone di Europa League, rassegna le dimissioni; in 18 partite ha messo insieme 7 vittorie, 6 pareggi e 5 sconfitte con 32 gol fatti e 26 subiti.
Il 21 maggio 2020 viene nominato tecnico del FC Cincinnati, franchigia della Major League Soccer. La prima vittoria in campionato arriva alla seconda uscita: 0-1 contro l’Atlanta United del connazionale Frank de Boer. Termina la Major League Soccer 2020 all'ultimo posto. Il 27 settembre 2021 viene sollevato dall'incarico.
Nel corso della stagione 2022/2023, insieme ad altri ex giocatori olandesi, entra a far parte della squadra di Viaplay Sport, piattaforma streaming che trasmette anche la Bundesliga e la Coppa di Lega inglese.

## Statistiche

### Presenze e reti nei club
| Stagione                  | Squadra                   | Campionato                | Campionato | Campionato | Coppe nazionali | Coppe nazionali | Coppe nazionali | Coppe continentali | Coppe continentali | Coppe continentali | Altre coppe    | Altre coppe | Altre coppe | Totale | Totale |
| Stagione                  | Squadra                   | Comp                      | Pres       | Reti       | Comp            | Pres            | Reti            | Comp               | Pres               | Reti               | Comp           | Pres        | Reti        | Pres   | Reti   |
| ------------------------- | ------------------------- | ------------------------- | ---------- | ---------- | --------------- | --------------- | --------------- | ------------------ | ------------------ | ------------------ | -------------- | ----------- | ----------- | ------ | ------ |
| 1992-1993                 | Zwolle                    | 1D                        | 32         | 1          | -               | -               | -               | -                  | -                  | -                  | -              | -           | -           | 32     | 1      |
| 1993-1994                 | Cambuur Leeuwarden        | ED                        | 33         | 1          | -               | -               | -               | -                  | -                  | -                  | -              | -           | -           | 33     | 1      |
| 1994-1995                 | Cambuur Leeuwarden        | 1D                        | 33         | 2          | -               | -               | -               | -                  | -                  | -                  | -              | -           | -           | 33     | 2      |
| Totale Cambuur Leeuwarden | Totale Cambuur Leeuwarden | Totale Cambuur Leeuwarden | 66         | 3          |                 | -               | -               |                    | -                  | -                  |                | -           | -           | 66     | 3      |
| 1995-gen. 1996            | Willem II Tilburg         | ED                        | 19         | 1          | -               | -               | -               | -                  | -                  | -                  | -              | -           | -           | 19     | 1      |
| gen. 1996                 | PSV                       | ED                        | 14         | 1          | -               | -               | -               | -                  | -                  | -                  | SO             | 1           | 0           | 15     | 1      |
| 1996-1997                 | PSV                       | ED                        | 33         | 7          | -               | -               | -               | CC                 | 4                  | 0                  | SO             | 1           | 0           | 38     | 7      |
| 1997-1998                 | PSV                       | ED                        | 29         | 4          | CO              | 1               | 0               | -                  | -                  | -                  | SO             | 1           | 0           | 31     | 4      |
| Totale PSV Eindhoven      | Totale PSV Eindhoven      | Totale PSV Eindhoven      | 76         | 12         |                 | 1               | 0               |                    | 4                  | 0                  |                | 3           | 0           | 87     | 12     |
| 1998-1999                 | Manchester Utd            | PL                        | 30         | 1          | FACup+CdL       | 7+0             | 0               | UCL                | 13                 | 0                  | CS             | 1           | 0           | 51     | 1      |
| 1999-2000                 | Manchester Utd            | PL                        | 33         | 0          | FACup+CdL       | 0               | 0               | UCL                | 13                 | 0                  | CS+SU+CInt+Cmc | 1+1+1+2     | 0           | 51     | 0      |
| 2000-2001                 | Manchester Utd            | PL                        | 15         | 0          | FACup+CdL       | 1+0             | 0               | UCL                | 6                  | 0                  | CS             | 1           | 0           | 23     | 0      |
| ago. 2001                 | Manchester Utd            | PL                        | 1          | 0          | FACup+CdL       | 0               | 0               | UCL                | 0                  | 0                  | CS             | 1           | 0           | 2      | 0      |
| Totale Manchester Utd     | Totale Manchester Utd     | Totale Manchester Utd     | 79         | 1          |                 | 8               | 0               |                    | 32                 | 0                  |                | 8           | 0           | 127    | 1      |
| 2001-2002                 | Lazio                     | A                         | 13         | 1          | CI              | 0               | 0               | UCL                | 5                  | 0                  | -              | -           | -           | 18     | 1      |
| 2002-2003                 | Lazio                     | A                         | 28         | 0          | CI              | 2               | 0               | CU                 | 4                  | 0                  | -              | -           | -           | 34     | 0      |
| 2003-2004                 | Lazio                     | A                         | 29         | 2          | CI              | 6               | 0               | UCL                | 7                  | 1                  | -              | -           | -           | 42     | 3      |
| Totale Lazio              | Totale Lazio              | Totale Lazio              | 70         | 3          |                 | 8               | 0               |                    | 16                 | 1                  |                | -           | -           | 94     | 4      |
| 2004-2005                 | Milan                     | A                         | 17         | 0          | CI              | 2               | 0               | UCL                | 8                  | 1                  | SI             | 1           | 0           | 29     | 1      |
| 2005-2006                 | Milan                     | A                         | 25         | 1          | CI              | 3               | 0               | UCL                | 9                  | 0                  | -              | -           | -           | 37     | 1      |
| Totale Milan              | Totale Milan              | Totale Milan              | 42         | 1          |                 | 5               | 0               |                    | 17                 | 1                  |                | 1           | 0           | 65     | 2      |
| 2006-2007                 | Ajax                      | ED                        | 25+2       | 1          | CO              | 4               | 1               | UCL+CU             | 2+7                | 0                  | SO             | 1           | 0           | 41     | 2      |
| 2007-2008                 | Ajax                      | ED                        | 6          | 0          | CO              | 0               | 0               | UCL+CU             | 2+2                | 0                  | SO             | 1           | 0           | 11     | 0      |
| Totale Ajax               | Totale Ajax               | Totale Ajax               | 31+2       | 1          |                 | 4               | 1               |                    | 13                 | 0                  |                | 2           | 0           | 52     | 2      |
| Totale carriera           | Totale carriera           | Totale carriera           | 418+2      | 23         |                 | 26              | 1               |                    | 82                 | 2                  |                | 14          | 0           | 540+2  | 26     |

### Cronologia presenze e reti in nazionale
| Cronologia completa delle presenze e delle reti in nazionale ― Paesi Bassi | Cronologia completa delle presenze e delle reti in nazionale ― Paesi Bassi | Cronologia completa delle presenze e delle reti in nazionale ― Paesi Bassi | Cronologia completa delle presenze e delle reti in nazionale ― Paesi Bassi | Cronologia completa delle presenze e delle reti in nazionale ― Paesi Bassi | Cronologia completa delle presenze e delle reti in nazionale ― Paesi Bassi | Cronologia completa delle presenze e delle reti in nazionale ― Paesi Bassi | Cronologia completa delle presenze e delle reti in nazionale ― Paesi Bassi |
| Data                                                                       | Città                                                                      | In casa                                                                    | Risultato                                                                  | Ospiti                                                                     | Competizione                                                               | Reti                                                                       | Note                                                                       |
| -------------------------------------------------------------------------- | -------------------------------------------------------------------------- | -------------------------------------------------------------------------- | -------------------------------------------------------------------------- | -------------------------------------------------------------------------- | -------------------------------------------------------------------------- | -------------------------------------------------------------------------- | -------------------------------------------------------------------------- |
| 24-4-1996                                                                  | Rotterdam                                                                  | Paesi Bassi                                                                | 0 – 1                                                                      | Germania                                                                   | Amichevole                                                                 | -                                                                          |                                                                            |
| 31-8-1996                                                                  | Amsterdam                                                                  | Paesi Bassi                                                                | 2 – 2                                                                      | Brasile                                                                    | Amichevole                                                                 | -                                                                          |                                                                            |
| 9-11-1996                                                                  | Eindhoven                                                                  | Paesi Bassi                                                                | 7 – 1                                                                      | Galles                                                                     | Qual. Mondiali 1998                                                        | -                                                                          |                                                                            |
| 14-12-1996                                                                 | Bruxelles                                                                  | Belgio                                                                     | 0 – 3                                                                      | Paesi Bassi                                                                | Qual. Mondiali 1998                                                        | -                                                                          |                                                                            |
| 26-2-1997                                                                  | Parigi                                                                     | Francia                                                                    | 2 – 1                                                                      | Paesi Bassi                                                                | Amichevole                                                                 | -                                                                          |                                                                            |
| 29-3-1997                                                                  | Amsterdam                                                                  | Paesi Bassi                                                                | 4 – 0                                                                      | San Marino                                                                 | Qual. Mondiali 1998                                                        | -                                                                          |                                                                            |
| 2-4-1997                                                                   | Bursa                                                                      | Turchia                                                                    | 0 – 1                                                                      | Paesi Bassi                                                                | Qual. Mondiali 1998                                                        | -                                                                          |                                                                            |
| 30-4-1997                                                                  | Serravalle                                                                 | San Marino                                                                 | 0 – 6                                                                      | Paesi Bassi                                                                | Qual. Mondiali 1998                                                        | -                                                                          |                                                                            |
| 6-9-1997                                                                   | Rotterdam                                                                  | Paesi Bassi                                                                | 3 – 1                                                                      | Belgio                                                                     | Qual. Mondiali 1998                                                        | 1                                                                          |                                                                            |
| 11-10-1997                                                                 | Amsterdam                                                                  | Paesi Bassi                                                                | 0 – 0                                                                      | Turchia                                                                    | Qual. Mondiali 1998                                                        | -                                                                          |                                                                            |
| 21-2-1998                                                                  | Miami                                                                      | Stati Uniti                                                                | 0 – 2                                                                      | Paesi Bassi                                                                | Amichevole                                                                 | -                                                                          |                                                                            |
| 27-5-1998                                                                  | Arnhem                                                                     | Paesi Bassi                                                                | 0 – 0                                                                      | Camerun                                                                    | Amichevole                                                                 | -                                                                          |                                                                            |
| 1-6-1998                                                                   | Eindhoven                                                                  | Paesi Bassi                                                                | 5 – 1                                                                      | Argentina                                                                  | Amichevole                                                                 | -                                                                          |                                                                            |
| 5-6-1998                                                                   | Amsterdam                                                                  | Paesi Bassi                                                                | 5 – 1                                                                      | Nigeria                                                                    | Amichevole                                                                 | -                                                                          |                                                                            |
| 13-6-1998                                                                  | Saint-Denis                                                                | Paesi Bassi                                                                | 0 – 0                                                                      | Belgio                                                                     | Mondiali 1998 - 1º turno                                                   | -                                                                          |                                                                            |
| 20-6-1998                                                                  | Marsiglia                                                                  | Paesi Bassi                                                                | 5 – 0                                                                      | Corea del Sud                                                              | Mondiali 1998 - 1º turno                                                   | -                                                                          |                                                                            |
| 25-6-1998                                                                  | Saint-Étienne                                                              | Paesi Bassi                                                                | 2 – 2                                                                      | Messico                                                                    | Mondiali 1998 - 1º turno                                                   | -                                                                          |                                                                            |
| 29-6-1998                                                                  | Tolosa                                                                     | Jugoslavia                                                                 | 1 – 2                                                                      | Paesi Bassi                                                                | Mondiali 1998 - Ottavi di finale                                           | -                                                                          |                                                                            |
| 4-7-1998                                                                   | Marsiglia                                                                  | Paesi Bassi                                                                | 2 – 1                                                                      | Argentina                                                                  | Mondiali 1998 - Quarti di finale                                           | -                                                                          |                                                                            |
| 7-7-1998                                                                   | Marsiglia                                                                  | Brasile                                                                    | 1 – 1 dts (4 – 2 dtr)                                                      | Paesi Bassi                                                                | Mondiali 1998 - Semifinale                                                 | -                                                                          |                                                                            |
| 11-7-1998                                                                  | Parigi                                                                     | Paesi Bassi                                                                | 1 – 2                                                                      | Croazia                                                                    | Mondiali 1998 - Finale 3º posto                                            | -                                                                          |                                                                            |
| 10-10-1998                                                                 | Eindhoven                                                                  | Paesi Bassi                                                                | 2 – 0                                                                      | Perù                                                                       | Amichevole                                                                 | 1                                                                          |                                                                            |
| 13-10-1998                                                                 | Arnhem                                                                     | Paesi Bassi                                                                | 2 – 0                                                                      | Ghana                                                                      | Amichevole                                                                 | -                                                                          |                                                                            |
| 18-11-1998                                                                 | Gelsenkirchen                                                              | Germania                                                                   | 1 – 1                                                                      | Paesi Bassi                                                                | Amichevole                                                                 | -                                                                          |                                                                            |
| 10-2-1999                                                                  | Setúbal                                                                    | Portogallo                                                                 | 0 – 0                                                                      | Paesi Bassi                                                                | Amichevole                                                                 | -                                                                          |                                                                            |
| 18-8-1999                                                                  | Copenaghen                                                                 | Danimarca                                                                  | 0 – 0                                                                      | Paesi Bassi                                                                | Amichevole                                                                 | -                                                                          |                                                                            |
| 4-9-1999                                                                   | Rotterdam                                                                  | Paesi Bassi                                                                | 5 – 5                                                                      | Belgio                                                                     | Amichevole                                                                 | -                                                                          |                                                                            |
| 13-11-1999                                                                 | Amsterdam                                                                  | Paesi Bassi                                                                | 1 – 1                                                                      | Cecoslovacchia                                                             | Amichevole                                                                 | 1                                                                          |                                                                            |
| 23-2-2000                                                                  | Utrecht                                                                    | Paesi Bassi                                                                | 2 – 1                                                                      | Irlanda                                                                    | Amichevole                                                                 | -                                                                          |                                                                            |
| 29-3-2000                                                                  | Liverpool                                                                  | Inghilterra                                                                | 2 – 2                                                                      | Paesi Bassi                                                                | Amichevole                                                                 | -                                                                          |                                                                            |
| 27-5-2000                                                                  | Eindhoven                                                                  | Paesi Bassi                                                                | 2 – 1                                                                      | Romania                                                                    | Amichevole                                                                 | -                                                                          |                                                                            |
| 4-6-2000                                                                   | Ginevra                                                                    | Paesi Bassi                                                                | 2 – 0                                                                      | Polonia                                                                    | Amichevole                                                                 | -                                                                          |                                                                            |
| 11-6-2000                                                                  | Amsterdam                                                                  | Cecoslovacchia                                                             | 0 – 1                                                                      | Paesi Bassi                                                                | Euro 2000 - 1º turno                                                       | -                                                                          |                                                                            |
| 16-6-2000                                                                  | Rotterdam                                                                  | Danimarca                                                                  | 0 – 3                                                                      | Paesi Bassi                                                                | Euro 2000 - 1º turno                                                       | -                                                                          |                                                                            |
| 21-6-2000                                                                  | Amsterdam                                                                  | Paesi Bassi                                                                | 3 – 2                                                                      | Francia                                                                    | Euro 2000 - 1º turno                                                       | -                                                                          |                                                                            |
| 25-6-2000                                                                  | Rotterdam                                                                  | Paesi Bassi                                                                | 6 – 1                                                                      | Jugoslavia                                                                 | Euro 2000 - Quarti di finale                                               | -                                                                          |                                                                            |
| 29-6-2000                                                                  | Amsterdam                                                                  | Italia                                                                     | 0 – 0 dts (3 – 1 dtr)                                                      | Paesi Bassi                                                                | Euro 2000 - Semifinale                                                     | -                                                                          |                                                                            |
| 28-2-2001                                                                  | Tunisi                                                                     | Tunisia                                                                    | 0 – 0                                                                      | Paesi Bassi                                                                | Amichevole                                                                 | -                                                                          |                                                                            |
| 24-3-2001                                                                  | Barcellona                                                                 | Andorra                                                                    | 0 – 5                                                                      | Paesi Bassi                                                                | Qual. Mondiali 2002                                                        | -                                                                          |                                                                            |
| 28-3-2001                                                                  | Funchal                                                                    | Portogallo                                                                 | 2 – 2                                                                      | Paesi Bassi                                                                | Qual. Mondiali 2002                                                        | -                                                                          |                                                                            |
| 15-8-2001                                                                  | Göteborg                                                                   | Svezia                                                                     | 0 – 2                                                                      | Paesi Bassi                                                                | Amichevole                                                                 | -                                                                          |                                                                            |
| 1-9-2001                                                                   | Dublino                                                                    | Irlanda                                                                    | 1 – 0                                                                      | Paesi Bassi                                                                | Qual. Mondiali 2002                                                        | -                                                                          |                                                                            |
| 5-9-2001                                                                   | Eindhoven                                                                  | Paesi Bassi                                                                | 5 – 0                                                                      | Estonia                                                                    | Qual. Mondiali 2002                                                        | -                                                                          |                                                                            |
| 10-11-2001                                                                 | Scutari                                                                    | Albania                                                                    | 1 – 1                                                                      | Paesi Bassi                                                                | Amichevole                                                                 | -                                                                          |                                                                            |
| 27-3-2002                                                                  | Rotterdam                                                                  | Paesi Bassi                                                                | 1 – 0                                                                      | Spagna                                                                     | Amichevole                                                                 | -                                                                          |                                                                            |
| 19-5-2002                                                                  | Boston                                                                     | Stati Uniti                                                                | 0 – 2                                                                      | Paesi Bassi                                                                | Amichevole                                                                 | -                                                                          |                                                                            |
| 7-9-2002                                                                   | Utrecht                                                                    | Paesi Bassi                                                                | 3 – 0                                                                      | Bielorussia                                                                | Qual. Euro 2004                                                            | -                                                                          |                                                                            |
| 16-10-2002                                                                 | Vienna                                                                     | Austria                                                                    | 0 – 3                                                                      | Paesi Bassi                                                                | Qual. Euro 2004                                                            | -                                                                          |                                                                            |
| 20-11-2002                                                                 | Kaiserslautern                                                             | Germania                                                                   | 1 – 3                                                                      | Paesi Bassi                                                                | Amichevole                                                                 | -                                                                          |                                                                            |
| 12-2-2003                                                                  | Amsterdam                                                                  | Paesi Bassi                                                                | 1 – 0                                                                      | Argentina                                                                  | Amichevole                                                                 | -                                                                          |                                                                            |
| 29-3-2003                                                                  | Rotterdam                                                                  | Paesi Bassi                                                                | 1 – 1                                                                      | Rep. Ceca                                                                  | Qual. Euro 2004                                                            | -                                                                          |                                                                            |
| 2-4-2003                                                                   | Tiraspol                                                                   | Moldavia                                                                   | 1 – 2                                                                      | Paesi Bassi                                                                | Qual. Euro 2004                                                            | -                                                                          |                                                                            |
| 7-6-2003                                                                   | Minsk                                                                      | Bielorussia                                                                | 0 – 2                                                                      | Paesi Bassi                                                                | Qual. Euro 2004                                                            | -                                                                          |                                                                            |
| 20-8-2003                                                                  | Bruxelles                                                                  | Belgio                                                                     | 1 – 1                                                                      | Paesi Bassi                                                                | Amichevole                                                                 | -                                                                          |                                                                            |
| 6-9-2003                                                                   | Rotterdam                                                                  | Paesi Bassi                                                                | 3 – 1                                                                      | Austria                                                                    | Qual. Euro 2004                                                            | -                                                                          |                                                                            |
| 10-9-2003                                                                  | Praga                                                                      | Rep. Ceca                                                                  | 3 – 1                                                                      | Paesi Bassi                                                                | Qual. Euro 2004                                                            | -                                                                          |                                                                            |
| 11-10-2003                                                                 | Eindhoven                                                                  | Paesi Bassi                                                                | 5 – 0                                                                      | Moldavia                                                                   | Qual. Euro 2004                                                            | -                                                                          |                                                                            |
| 15-11-2003                                                                 | Glasgow                                                                    | Scozia                                                                     | 1 – 0                                                                      | Paesi Bassi                                                                | Qual. Euro 2004                                                            | -                                                                          |                                                                            |
| 18-2-2004                                                                  | Amsterdam                                                                  | Paesi Bassi                                                                | 1 – 0                                                                      | Stati Uniti                                                                | Amichevole                                                                 | -                                                                          |                                                                            |
| 28-4-2004                                                                  | Eindhoven                                                                  | Paesi Bassi                                                                | 4 – 0                                                                      | Grecia                                                                     | Amichevole                                                                 | -                                                                          |                                                                            |
| 29-5-2004                                                                  | Rotterdam                                                                  | Paesi Bassi                                                                | 0 – 1                                                                      | Messico                                                                    | Amichevole                                                                 | -                                                                          |                                                                            |
| 1-6-2004                                                                   | Utrecht                                                                    | Paesi Bassi                                                                | 3 – 0                                                                      | Inghilterra                                                                | Amichevole                                                                 | -                                                                          |                                                                            |
| 5-6-2004                                                                   | Amsterdam                                                                  | Paesi Bassi                                                                | 0 – 1                                                                      | Irlanda                                                                    | Amichevole                                                                 | -                                                                          |                                                                            |
| 15-6-2004                                                                  | Porto                                                                      | Germania                                                                   | 1 – 1                                                                      | Paesi Bassi                                                                | Euro 2004 - 1º turno                                                       | -                                                                          |                                                                            |
| 19-6-2004                                                                  | Aveiro                                                                     | Rep. Ceca                                                                  | 3 – 2                                                                      | Paesi Bassi                                                                | Euro 2004 - 1º turno                                                       | -                                                                          |                                                                            |
| 23-6-2004                                                                  | Braga                                                                      | Paesi Bassi                                                                | 3 – 0                                                                      | Lettonia                                                                   | Euro 2004 - 1º turno                                                       | -                                                                          |                                                                            |
| 28-6-2004                                                                  | Loulé                                                                      | Svezia                                                                     | 0 – 0 dts (4 – 5 dtr)                                                      | Paesi Bassi                                                                | Euro 2004 - Quarti di finale                                               | -                                                                          |                                                                            |
| 30-6-2004                                                                  | Lisbona                                                                    | Paesi Bassi                                                                | 1 – 2                                                                      | Portogallo                                                                 | Euro 2004 - Semifinale                                                     | -                                                                          |                                                                            |
| Totale                                                                     |                                                                            | Presenze                                                                   | 67                                                                         |                                                                            | Reti                                                                       | 3                                                                          |                                                                            |

### Statistiche da allenatore
Statistiche aggiornate al 15 marzo 2022.
| Stagione          | Squadra           | Campionato        | Campionato | Campionato | Campionato | Campionato | Coppe nazionali | Coppe nazionali | Coppe nazionali | Coppe nazionali | Coppe nazionali | Coppe continentali | Coppe continentali | Coppe continentali | Coppe continentali | Coppe continentali | Altre coppe | Altre coppe | Altre coppe | Altre coppe | Altre coppe | Totale | Totale | Totale | Totale | % Vittorie | Piazzamento |
| Stagione          | Squadra           | Comp              | G          | V          | N          | P          | Comp            | G               | V               | N               | P               | Comp               | G                  | V                  | N                  | P                  | Comp        | G           | V           | N           | P           | G      | V      | N      | P      | %          | Piazzamento |
| ----------------- | ----------------- | ----------------- | ---------- | ---------- | ---------- | ---------- | --------------- | --------------- | --------------- | --------------- | --------------- | ------------------ | ------------------ | ------------------ | ------------------ | ------------------ | ----------- | ----------- | ----------- | ----------- | ----------- | ------ | ------ | ------ | ------ | ---------- | ----------- |
| 2016-2017         | Reading           | FLC               | 46+3       | 26+1       | 7+2        | 13+0       | FACup+CdL       | 1+4             | 0+2             | 0+1             | 1+1             | -                  | -                  | -                  | -                  | -                  | -           | -           | -           | -           | -           | 54     | 29     | 10     | 15     | 53,70      | 3º          |
| 2017-mar. 2018    | Reading           | FLC               | 38         | 8          | 12         | 18         | FACup+CdL       | 3+3             | 1+2             | 1+0             | 1+1             | -                  | -                  | -                  | -                  | -                  | -           | -           | -           | -           | -           | 44     | 11     | 13     | 20     | 25,00      | Eson.       |
| Totale Reading    | Totale Reading    | Totale Reading    | 84+3       | 34+1       | 19+2       | 31+0       |                 | 11              | 5               | 2               | 4               |                    | -                  | -                  | -                  | -                  |             | -           | -           | -           | -           | 98     | 40     | 23     | 35     | 40,82      |             |
| dic. 2018-2019    | PEC Zwolle        | E                 | 17         | 7          | 3          | 7          | CO              | -               | -               | -               | -               | -                  | -                  | -                  | -                  | -                  | -           | -           | -           | -           | -           | 17     | 7      | 3      | 7      | 41,18      | Sub., 13º   |
| lug.-ott. 2019    | Feyenoord         | E                 | 11         | 3          | 5          | 3          | CO              | -               | -               | -               | -               | UEL                | 7                  | 4                  | 1                  | 2                  | -           | -           | -           | -           | -           | 18     | 7      | 6      | 5      | 38,89      | Dimiss.     |
| mag.-dic. 2020    | FC Cincinnati     | MLS               | 21         | 4          | 4          | 13         | -               | -               | -               | -               | -               | -                  | -                  | -                  | -                  | -                  | -           | -           | -           | -           | -           | 21     | 4      | 4      | 13     | 19,05      | Sub., 14º   |
| apr.-set. 2021    | FC Cincinnati     | MLS               | 26         | 4          | 9          | 13         | -               | -               | -               | -               | -               | -                  | -                  | -                  | -                  | -                  | -           | -           | -           | -           | -           | 23     | 4      | 9      | 13     | 17,39      | Eson.       |
| Totale Cincinnati | Totale Cincinnati | Totale Cincinnati | 47         | 8          | 13         | 26         |                 | -               | -               | -               | -               |                    | -                  | -                  | -                  | -                  |             | -           | -           | -           | -           | 47     | 8      | 13     | 26     | 17,02      |             |
| Totale carriera   | Totale carriera   | Totale carriera   | 166        | 53         | 43         | 69         |                 | 12              | 5               | 3               | 4               |                    | 7                  | 4                  | 1                  | 2                  |             | -           | -           | -           | -           | 181    | 62     | 47     | 75     | 34,25      |             |

## Palmarès

### Giocatore

#### Club

##### Competizioni nazionali
- Coppa dei Paesi Bassi: 2

PSV Eindhoven: 1995-1996
Ajax: 2006-2007
- Campionato olandese: 1

PSV Eindhoven: 1996-1997
- Supercoppa dei Paesi Bassi: 4

PSV Eindhoven: 1996, 1997
Ajax: 2006, 2007
- Campionato inglese: 3

Manchester Utd: 1998-1999, 1999-2000, 2000-2001
- Coppa d'Inghilterra: 1

Manchester Utd: 1998-1999
- Coppa Italia: 1

Lazio: 2003-2004
- Supercoppa italiana: 1

Milan: 2004

##### Competizioni internazionali
- UEFA Champions League: 1

Manchester Utd: 1998-1999
- Coppa Intercontinentale: 1

Manchester Utd: 1999

#### Individuale
- Calciatore olandese dell'anno: 1

1997
- Gouden Schoen: 1

1997
- Squadra dell'Anno ESM: 1

1998-1999
- Miglior giocatore UEFA: 2

Miglior difensore: 1999, 2000